# Чайковське (Казахстан)
Чайко́вське (каз. Чайковское) — село у складі Житікаринського району Костанайської області Казахстану. Адміністративний центр та єдиний населений пункт Чайковської сільської адміністрації.
У радянські часи село називалося Чайковський.
Населення — 640 осіб (2021; 1676 у 2009, 1515 у 1999, 1768 у 1989).